# アヴィーゼ
アヴィーゼ、アヴィーズ（フランス語: Avise [aviz]）は、イタリア共和国ヴァッレ・ダオスタ州にある、人口約300人の基礎自治体（コムーネ）。

## 地理

### 位置・広がり

#### 隣接コムーネ
隣接するコムーネは以下の通り。
- サン＝レミ＝アン＝ボス - 北
- サン＝ピエール - 北東
- サン＝ニコラ - 東
- アルヴィエ - 東
- ラ・トゥイール - 南西
- ラ・サル - 北西

## 行政

### 分離集落
アヴィーゼには、以下の分離集落（フラツィオーネ）がある。
- Cerellaz, Charbonnière, La Clusaz, Le Coudray, Le Cré, Le Pré, Le Thomasset, Plan, Runaz, Vedun